# 麻田陽春
麻田 陽春（あさだ の やす/ようしゅん、生没年不詳）は、奈良時代の官人・文人。氏姓は答本（無姓）のち麻田連（浅田連）。百済系渡来人の大山下・答㶱春初の子か。官位は外従五位下・石見守。

## 経歴
聖武朝初頭の神亀元年（724年）答本（無姓）から麻田連に改姓する（この時の位階は正八位上）。天平年間初頭に大宰大典を務め、天平2年（730年）大宰帥・大伴旅人が大納言に任ぜられて帰京するにあたって開かれた宴において詠んだ2首、および天平3年（731年）肥後国益城郡の大伴熊凝が相撲使を務める国司の従人として上京する途上、両親のことを気遣いながら病死した話を伝え聞いて詠んだ2首、の合わせて4首の陽春による和歌作品が『万葉集』に採録されている。
天平11年（739年）外従五位下に叙せられる。聖武朝末（天平17年〔745年〕）以降に近江守・藤原仲麻呂の詠詩に和して陽春が詠んだ漢詩（五言詩）1首が『懐風藻』に採られている。時期は不明ながら石見守を務め、享年56で没した。

## 官歴
注記のないものは『続日本紀』による。
- 時期不詳：正八位上
- 神亀元年（724年） 5月13日：答本（無姓）から麻田連に改姓
- 天平2年（730年） 6月：見大宰大典[2]
- 天平3年（731年） 3月：見従六位上大宰大典[5]
- 時期不詳：正六位上
- 天平11年（739年） 正月：外従五位下
- 天平17年（745年）以降：石見守[4]